# Lücheng (köpinghuvudort i Kina, Jiangsu Sheng, lat 31,90, long 119,73)
Lücheng (kinesiska: 吕城, 吕城镇) är en köpinghuvudort i Kina. Den ligger i provinsen Jiangsu, i den östra delen av landet, omkring 90 kilometer öster om provinshuvudstaden Nanjing. Antalet invånare är 53 334. Befolkningen består av 26 684 kvinnor och 26 650 män. Barn under 15 år utgör 9,0 %, vuxna 15-64 år 77 %, och äldre över 65 år 12,0 %.
Runt Lücheng är det tätbefolkat, med 982 invånare per kvadratkilometer. Närmaste större samhälle är Zouqu, 15,1 km sydost om Lücheng. Trakten runt Lücheng består till största delen av jordbruksmark.
Genomsnittlig årsnederbörd är 1 525 millimeter. Den regnigaste månaden är juli, med i genomsnitt 289 mm nederbörd, och den torraste är januari, med 43 mm nederbörd.